# Ротбаллер, Даниэль
Даниэ́ль Ротба́ллер (нем. Daniel Rothballer; род. 14 февраля 1994) — немецкий кёрлингист.
В составе мужской команды Германии участник чемпионата мира 2016. В составе молодёжной команды Германии участник Зимних юношеских Олимпийских игр 2012.

## Достижения
- Чемпионат Германии по кёрлингу среди юниоров: золото (2014).[3]

## Команды
| Сезон                                               | Четвёртый         | Третий            | Второй            | Первый            | Запасной                              | Турниры              |
| --------------------------------------------------- | ----------------- | ----------------- | ----------------- | ----------------- | ------------------------------------- | -------------------- |
| 2013—14                                             | Марк Мускатевиц   | Даниэль Ротбаллер | Michael Holzinger | Pirmin Schlicke   | Sebastian Oswald тренер: Катя Вайссер | ПЕЮ 2014 (5 место)   |
| 2013—14                                             | Марк Мускатевиц   | Даниэль Ротбаллер | Михаэль Вист      | Sebastian Oswald  |                                       | ЧГЮ 2014             |
| 2014—15                                             | Марк Мускатевиц   | Даниэль Ротбаллер | Михаэль Вист      | Себастьян Швейцер | Merlin Litke тренер: Томас Липс       | ПЕЮ 2015 (5 место)   |
| 2015—16                                             | Александр Бауман  | Мануэль Вальтер   | Марк Мускатевиц   | Себастьян Швейцер | Даниэль Ротбаллер тренер: Томас Липс  | ЧМ 2016 (12 место)   |
| Кёрлинг среди смешанных команд (mixed curling)      |                   |                   |                   |                   |                                       |                      |
| 2011—12                                             | Даниэль Ротбаллер | Frederike Manner  | Kevin Lehmann     | Николь Мускатевиц | тренер: Хольгер Хёне                  | ЗЮОИ 2012 (15 место) |
| Кёрлинг среди смешанных пар (mixed doubles curling) |                   |                   |                   |                   |                                       |                      |
| 2011—12                                             | Даниэль Ротбаллер | Арианна Лозано    |                   |                   | тренер: Хольгер Хёне                  | ЗЮОИ 2012 (17 место) |

(скипы выделены полужирным шрифтом)